# Iboina
Pour les articles homonymes, voir Boina.
1690–1840
Entités suivantes :
- Royaume Merina

Le royaume d'Iboina ou Boina était un royaume malgache fondé vers 1690 et annexé au royaume merina en 1840.
Il était centré dans la région de la baie de Boina dans le nord-ouest de Madagascar. Sa ville principale était Mahajanga (Majunga).
Avec le royaume de Ménabé, c'était un des deux royaumes principaux des Sakalaves.

## Liste des rois et reines du Boina
- 1690-1720 Andriamandisoarivo
- 1720-1730 Andrianamboniarivo (mg)
- 1730-1760 Andriamahatindriarivo (mg)
- 1760-1767 Andrianahilitsy
- 1767-1770 Andrianiveniarivo
- 1770-1771 Andrianihoatra
- 1771-1777 Andrianikeniarivo
- 1777-1778 Andrianaginarivo
- 1778 Tombola
- 1778-1808 Ravahiny
- 1808-1822 Tsimalomo
- 1822-1832 Andriantsoly
- 1828-1836 Oantitsy
- 1836-1840 Tsiomeko